# Juliusz Paweł Schauder
Juliusz Paweł Schauder (ur. 21 września 1899 we Lwowie, zm. we wrześniu 1943 tamże) – polski matematyk żydowskiego pochodzenia, doktor matematyki.

## Życiorys
Urodził się w rodzinie lwowskiego adwokata pochodzenia żydowskiego. Po ukończeniu lwowskiego gimnazjum (w związku z wybuchem wojny) został zmobilizowany do armii austriackiej. Brał udział w walkach na froncie włoskim, gdzie dostał się do niewoli. W 1918 wstąpił do organizowanej we Francji armii gen. Hallera. W 1919 wrócił do rodzinnego miasta wraz z armią Hallera przybyłą na odsiecz oblężonemu przez Ukraińców Lwowowi.
Zdemobilizowany rozpoczął studia matematyczne na Uniwersytecie Jana Kazimierza. Zakończył je obroną pracy doktorskiej Teoria pomiaru powierzchni Ziemi napisanej u prof. Hugona Steinhausa. W latach 1928–1934 uczył matematyki w V Państwowym Gimnazjum im. Hetmana Stanisława Żółkiewskiego we Lwowie (był profesorem matematyki m.in. Alfreda Jahna) i agentem ubezpieczeniowym. Kontynuował także swoje badania naukowe na styku matematyki i geografii, a dzięki wstawiennictwu Steinhausa od 1927 wykładał również na UJK. 
W 1930 wprowadził pojęcie bazy w przestrzeni Banacha uogólniające pojęcie bazy ortonormalnej w przestrzeni Hilberta, a zwane obecnie bazą Schaudera. W tym samym roku opublikował pracę Der Fixpunktsatz in Funktionalräumen (Studia Math. 2, 171-180, 1930), w której uogólnił twierdzenie Brouwera o punkcie stałym na przypadek przestrzeni Banacha - wynik ten znany jest pod nazwą twierdzenia Schaudera. W swej pracy badawczej Schauder rozwijał, wraz z innymi przedstawicielami Lwowskiej Szkoły Matematycznej nową podówczas dziedzinę matematyki, analizę funkcjonalną; i tak, jeszcze w 1930 roku sformułował i udowodnił kolejny wynik - twierdzenie o operatorze sprzężonym. 
W 1932 otrzymał stypendium naukowe Fundacji Rockefellera, dzięki któremu mógł kontynuować swoje badania w Lipsku, a po dojściu do władzy w Niemczech Hitlera – w Paryżu. Paryski okres jego biografii okazał się najbardziej płodnym. W 1934 w czasopiśmie matematycznym Annales scientifiques de l'École normale supérieure opublikowano jego pracę napisaną wspólnie z matematykiem francuskim Jeanem Leray zatytułowaną Topologie et équations fonctionnelles dotyczącą zastosowania teorii przestrzeni Banacha do równań o pochodnych cząstkowych. Podana tam metoda badania istnienia rozwiązań równań różniczkowych oparta została na specjalnym narzędziu, tzw. stopniu topologicznym odwzorowania, będącym uogólnieniem stopnia Brouwera na odwzorowania przestrzeni Banacha, podobnie jak twierdzenie Schaudera o punkcie stałym uogólnia twierdzenie Brouwera. Za swój wkład w rozwój matematyki, w 1938 Schauder i Leray zostali laureatami międzynarodowej Nagroda Malaxa. Fundator nagrody, bogaty rumuński przedsiębiorca, chciał uhonorować najgłośniejszy w owym czasie rezultat naukowy, którego nie obejmowałaby Nagroda Nobla. Z powodu wojny okazała się to być jedyna przyznana Nagroda Malaxa. 
Podczas pierwszej okupacji sowieckiej Lwowa (1939–1941) Schauder był wykładowcą mechaniki teoretycznej i analizy wyższej na Wydziale Matematyczno-Przyrodniczym Uniwersytetu Lwowskiego. Zginął zastrzelony przez Niemców we Lwowie najprawdopodobniej we wrześniu 1943 podczas akcji wyłapywania Żydów.
Jego żona Emilia i córka Ewa były przechowane przez polskie podziemie w lwowskich kanałach. Żona nie wytrzymała jednak trudnych warunków, sama ujawniła się Niemcom i została zesłana do obozu w Lublinie, gdzie zmarła. Córka uratowała się i po wojnie wyjechała do Włoch, gdzie zamieszkała u stryja.

## Upamiętnienie
Od 2012 roku Centrum Badań Nieliniowych im. Juliusza Pawła Schaudera Uniwersytetu Mikołaja Kopernika w Toruniu nadaje Medal im. J. P. Schaudera za osiągnięcia naukowe i wkład w analizę nieliniową. Laureatami medalu są: Jean Mawhin (2012), Paul Rabinowitz (2014), Edward Norman Dancer (2017), Susanna Terracini (2020) i Thomas Bartsch (2024). 